# The Information
The Information — десятый студийный альбом американского музыканта Бека, выпущенный 3 октября 2006 года на лейбле Interscope Records. Он был спродюсирован Найджелом Годричем, с которым Бек ранее записал Mutations (1998) и Sea Change (2002). Запись проходила с 2003 по 2006 год; Бек одновременно работал над альбомом Guero 2005 года вместе с The Dust Brothers. Альбом получил положительные отзывы критиков и попал в списки нескольких изданий на конец года.

## Об альбоме
Диск выпускался в комплекте с наклейками для того, чтобы — по задумке Бека — каждый слушатель мог сам придумать дизайн обложки. Однако, поскольку концепция обложки альбома рассматривалась как трюк для увеличения розничных продаж, The Information был признан неприемлемым для входа в британский альбомный чарт. По словам Бека, «Найджел [Годрич] сказал, что хочет сделать хип-хоп запись», прежде чем они начали работать над альбомом. — «В каком-то смысле так оно и есть, а в каком-то — нет. В нём есть хип-хоп песни, и мои предыдущие работы с ним были Mutations и Sea Change, такого рода интроспективные записи, и поэтому этот новый альбом как бы объединяет эти два мира вместе».
В интервью Би-би-си Бек сказал, что создание альбома было «болезненным»:
Всё началось безболезненно, а закончилось мучительно. Как будто мы делали альбом, а потом ещё раз и ещё раз. Мы начали запись в 2003 году и ежегодно собирались вместе, продюсер [Найджел Годрич] и я. Мы все тщательно прочесали и избавились от того, от чего мы устали, от того, что казалось банальным.
Первым синглом в Северной Америке стала песня «Nausea», которая была официально выпущена на радио 5 сентября 2006 года. Первым синглом в Великобритании стал «Cellphone’s Dead» с официальным клипом режиссера Мишеля Гондри. «Think I’m in Love» вышел на американское радио в качестве второго и последнего сингла и стал современным рок-хитом и радио-хитом Triple A, вызвав новый интерес к The Information.
Песня «Nausea» настолько была широко оценена критиками, что номинировалась на премию «Грэмми» за лучшее сольное вокальное рок-исполнение в 2007 году, где проиграла Бобу Дилану с песней «Someday Baby».

Некоторые копии альбома включают бонусный DVD со специально снятыми музыкальными клипами, по одному для каждого трека на пластинке. В интервью Wired Бек объяснил создание этих видео, которые также появятся на сайте видеохостинга YouTube:
Мы сняли серию очень малобюджетных, самодельных видео для всех песен на пластинке. Купили кучу камер и видеомикшер за 100 долларов с eBay и сняли 15 глупых импровизированных видео на зеленом экране. Мы даже пригласили наших друзей и семью в студию, чтобы принять участие в действии — моя свекровь занималась освещением, а мой сын, племянницы и племянники бегают вокруг, изображая сумасшедших. Это была просто полная халява, сделанная на лету. Мы собираем все видео вместе прямо сейчас с идеей иметь визуальную версию записи, которую мы разместим в Интернете. Мне очень любопытно посмотреть, как видео добавят к опыту прослушивания альбома. Или, может быть, они действительно будут отвлекать от опыта. Это было бы забавно.

## Прием
Альбом достиг 7-го места в американском Billboard 200, 6-го места в Канаде и 31-го места в австралийском чарте ARIA Albums. По состоянию на июль 2008 года в Соединенных Штатах было продано 434 000 экземпляров альбома. Альбом был особенно тепло принят The Independent, Los Angeles Times, которые дали максимальную оценку, а также E. A и The A. V. Club, которые дали тоже высокую оценку альбому. The New York Times считал, что темные темы альбома отражают состояние мира вокруг него [Бека] в то время, и что Бек сделал это очевидным на видео, выпущенных вместе с альбомом. Они чувствовали, что его музыка была наполнена поп-музыкой 1960-х годов с более мотивированным сообщением. Английский веб-сайт Drowned in Sound опубликовал обзор, в котором The Information описан как «зрелая и честная попытка создания нескольких жанров без воссоздания того, что он уже совершил». Они высоко оценили вариативность вокального стиля Бека, его способность создавать логический поток треков и отражение его непредсказуемых стилей.
Журнал Rolling Stone назвал его 24-м лучшим альбомом 2006 года, в то время как журнал Spin поставил его на 10-е место в своих 40 лучших альбомах 2006 года.

## Список композиций
Все песни кроме отмеченных написаны Беком.
1. Elevator Music — 3:38
2. Think I’m In Love — 3:20
3. Cellphone’s Dead — 4:46
4. Strange Apparition — 3:48
5. Soldier Jane (Бек /Найджел Годрич) — 3:59
6. Nausea — 2:54
7. New Round — 3:26
8. Dark Star — 3:45
9. We Dance Alone — 3:57
10. No Complaints — 3:00
11. 1000BPM — 2:30
12. Motorcade (Бек /Найджел Годрич) — 4:15
13. The Information — 3:46
14. Movie Theme (Бек /Найджел Годрич) — 3:53
15. The Horrible Fanfare/Landslide/Exoskeleton (Бек /Найджел Годрич) — 10:36

## Позиции в чартах
- 7-е место — Billboard 200 (2006)
- 6-е место — Top Canadian Albums (2006)
- 3-е место — US Top Rock Albums (Billboard) (2006)

## Синглы
- Nausea:
  - 13-е место — чарт Hot Modern Rock Tracks (2006)
- Think I’m In Love:
  - 22-е место — чарт Hot Modern Rock Tracks (2006)